# 朱孟洲
朱孟洲（1956年5月—），汉族，河南省安阳市人，中华人民共和国河南省农业厅厅长、党组书记，第十二届全国人民代表大会河南地区代表，中共第九届河南省委员会委员。
毕业于新乡师范学院物理专业，拥有理学学士学位。1982年1月参加工作，1984年12月加入中国共产党。 2013年，担任全国人大代表。

## 简历
- 1978年3月－1982年1月 在河南省新乡师范学院物理系物理专业学习
- 1982年1月－1984年12月 担任河南省安阳市第一中学教师
- 1984年12月－1987年12月 担任河南省安阳市第一中学团委书记
- 1987年12月－1993年1月 担任河南省安阳市人民政府办公室信息查办科副科长、科长
- 1993年1月－1994年6月 担任河南省安阳县县委常委、组织部长
- 1994年6月－1998年9月 担任河南省安阳市教育委员会主任、党委书记
- 1998年9月－2001年3月 担任河南省滑县县委书记
- 2001年3月－2003年8月 担任河南省鹤壁市副市长
- 2003年8月－2004年8月 担任河南省鹤壁市市委常委、副市长
- 2004年8月－2004年9月 担任河南省人民政府副秘书长、省人民政府办公厅党组成员、鹤壁市副市长
- 2004年9月－2008年3月 担任河南省人民政府副秘书长、省人民政府办公厅党组成员
- 2008年3月－2017年1月 河南省农业厅厅长、党组书记。